# Whitesnake (음반)
| 전문가 평가                      | 전문가 평가 |
| 평가 점수                        | 평가 점수   |
| 출처                             | 점수        |
| -------------------------------- | ----------- |
| AllMusic                         | [ 7 ] [ 8 ] |
| Christgau's Record Guide         | D+          |
| Classic Rock                     | [ 10 ]      |
| Collector's Guide to Heavy Metal | 8/10        |
| Los Angeles Times                | [ 6 ]       |
| MusicHound Rock                  | [ 12 ]      |
| Record Collector                 | [ 13 ]      |
| Rock Hard                        | 9/10        |

《Whitesnake》는 영국의 하드 록 밴드 화이트스네이크의 일곱 번째 스튜디오 음반으로, 1987년 3월 23일, 미국의 게펀 레코드와 영국의 EMI 레코드에서 일주일 후에 발매되었다. 이 음반은 보컬리스트 데이비드 커버데일과 기타리스트 존 사이크스의 유일한 협업으로, 오리지널 베이시스트 닐 머리가 참여한 마지막 음반이자 드러머 앤슬리 던바와 함께한 유일한 음반으로 1년 넘게 공동 작곡 및 녹음되었다. 이 음반은 상업적 성공 외에도 밴드가 보다 현대적인 글램 메탈 룩과 사운드로 변화한 점, 그리고 밴드의 새로운 로고를 사용한 최초의 녹음이라는 점에서 주목할 만하다.
이 음반은 유럽과 호주에서 《1987》(다른 곡 목록 – 아래 참조)로, 일본에서는 《Serpens Albus》로 발매되었다. 비디오 클립과 라이브 공연이 담긴 DVD가 수록된 리마스터드 음반은 2007년 20주년 특별판으로 발매되었다. 2017년 10월 6일, "슈퍼 디럭스" 30주년 기념 재방송은 1987년~1988년 투어, 데모/리허설, 리믹스, 뮤직 비디오 및 투어를 담은 DVD와 함께 새 음반이 담긴 4CD/DVD 패키지였다.

## 배경
이 밴드의 이전 음반 《Slide It In》의 조연 투어 동안, 가수 데이비드 커버데일과 드러머 코지 파월의 관계는 긴장되기 시작했다. 1985년 《Slide It In》 투어의 마지막 쇼인 브라질에서 열린 락 인 리오 페스티벌에서 밴드의 공연이 끝난 후 파월은 그룹을 떠났다. 그가 떠나기 전, 커버데일은 실제로 밴드를 접으려고 했지만, 게펀 레코드(화이트스네이크가 최근에 미국과 캐나다에서만 계약을 체결한 반면, 북미 이외의 지역에서는 EMI와 함께 남아 있었다)의 간부들은 커버데일에게 둘에서 가능성을 보았듯이, 계속해서 기타리스트 존 사이크스와의 협력을 요청했다.

## 커버 아트
이번 음반의 새로운 로고와 커버 아트는 캐나다의 그래픽 아티스트 휴 사임이 데이비드 커버데일과 협업하여 완성하였다. 커버데일의 아이디어를 바탕으로, 사임은 태양, 달, 다산 등을 상징하는 다양한 요소들이 담긴 켈트 룬 문자 스타일의 부적 형태 디자인을 창작하였다.

## 곡 목록
모든 곡들은 특별한 언급이 없는 한 데이비드 커버데일과 존 사이크스에 의해 작사/작곡하였다.
| #  | 제목                       | 작사·작곡             | 재생 시간 |
| -- | -------------------------- | --------------------- | --------- |
| 1. | 〈Crying in the Rain '87〉 | 커버데일              | 5:37      |
| 2. | 〈Bad Boys〉               |                       | 4:09      |
| 3. | 〈Still of the Night〉     |                       | 6:38      |
| 4. | 〈Here I Go Again '87〉    | 커버데일, 버니 마즈든 | 4:33      |
| 5. | 〈Give Me All Your Love〉  |                       | 3:30      |
| 6. | 〈Is This Love〉           |                       | 4:43      |
| 7. | 〈Children of the Night〉  |                       | 4:24      |
| 8. | 〈Straight for the Heart〉 |                       | 3:40      |
| 9. | 〈Don't Turn Away〉        |                       | 5:11      |

| #   | 제목                                  | 작사·작곡        | 재생 시간 |
| --- | ------------------------------------- | ---------------- | --------- |
| 1.  | 〈Still of the Night〉                |                  | 6:38      |
| 2.  | 〈Bad Boys〉                          |                  | 4:09      |
| 3.  | 〈Give Me All Your Love〉             |                  | 3:30      |
| 4.  | 〈Looking for Love〉                  |                  | 6:33      |
| 5.  | 〈Crying in the Rain〉                | 커버데일         | 5:37      |
| 6.  | 〈Is This Love〉                      |                  | 4:43      |
| 7.  | 〈Straight for the Heart〉            |                  | 3:40      |
| 8.  | 〈Don't Turn Away〉                   |                  | 5:11      |
| 9.  | 〈Children of the Night〉             |                  | 4:24      |
| 10. | 〈Here I Go Again〉                   | 커버데일, 마즈든 | 4:33      |
| 11. | 〈You're Gonna Break My Heart Again〉 |                  | 4:11      |

## 인증
| 국가                       | 인증        | 판매량/출하량 |
| -------------------------- | ----------- | ------------- |
| 캐나다 (뮤직 캐나다)       | 5× 플래티넘 | 500,000^      |
| 독일 (BVMI)                | 골드        | 250,000^      |
| 뉴질랜드 (RMNZ)            | 플래티넘    | 15,000^       |
| 스웨덴 (GLF)               | 골드        | 50,000^       |
| 스위스 (IFPI 스위스)       | 골드        | 25,000^       |
| 영국 (BPI)                 | 플래티넘    | 300,000^      |
| 미국 (RIAA)                | 8× 플래티넘 | 8,000,000^    |
| 요약                       |             |               |
| 전 세계                    | —           | 25,000,000    |
| ^출하량을 기반으로 한 인증 |             |               |